# Kodaganur, Ron
Kodaganur là một làng thuộc tehsil Ron, huyện Gadag, bang Karnataka, Ấn Độ.